# Dulag
Dulag is een gemeente in de Filipijnse provincie Leyte op het eiland Leyte. Bij de laatste census in 2007 had de gemeente bijna 41 duizend inwoners.

## Geografie

### Bestuurlijke indeling
Dulag is onderverdeeld in de volgende 45 barangays:
| - Alegre - Arado - Barbo - Batug - Bolongtohan - Bulod - Buntay - Cabacungan - Cabarasan - Cabato-an - Calipayan - Calubian | - Cambula District - Camitoc - Camote - Candao - Catmonan - Combis - Dacay - Del Carmen - Del Pilar - Fatima - General Roxas | - Highway - Luan - Magsaysay - Maricum - Market Site - Rawis - Rizal - Romualdez - Sabang Daguitan - Salvacion - San Agustin | - San Antonio - San Isidro - San Jose - San Miguel - San Rafael - San Vicente - Serrano - Sungi - Tabu - Tigbao - Victory |

## Demografie
Dulag had bij de census van 2007 een inwoneraantal van 40.570 mensen. Dit zijn 1.673 mensen (4,3%) meer dan bij de vorige census van 2000. De gemiddelde jaarlijkse groei komt daarmee uit op 0,58%, hetgeen lager is dan het landelijk jaarlijks gemiddelde over deze periode (2,04%). Vergeleken met de census van 1995 is het aantal mensen met 5.828 (16,8%) toegenomen.

De bevolkingsdichtheid van Dulag was ten tijde van de laatste census, met 40.570 inwoners op 110,7 km², 366,5 mensen per km².